# بوفورت-بلینکور
بوفورت-بلینکور (به فرانسوی: Beaufort-Blavincourt) یک کمون (فرانسه) در فرانسه است که در پا-دو-کاله واقع شده‌است. بوفورت-بلینکور ۷٫۹۸ کیلومتر مربع مساحت دارد ۱۵۲ متر بالاتر از سطح دریا واقع شده‌است.